# La Vérité à la lumière de l'aube
La Vérité à la lumière de l’aube (True at First Light) est un récit autobiographique posthume d'Ernest Hemingway, paru pour son centenaire en 1999. L'ouvrage a pour cadre son safari dans l'Afrique de l'Est réalisé en 1953-1954 avec Marie, sa quatrième épouse.

## Historique
En janvier 1954, Hemingway et sa femme Mary connaissent, en l'espace de deux jours, deux écrasements d'avion dans la brousse africaine. La mort de l'écrivain est d'abord annoncée dans la presse, puis démentie lors de l'arrivée du couple à Entebbe, où l'auteur doit affronter les questions des reporters venus du monde entier. La gravité des blessures subies ne seront révélées que plusieurs mois plus tard, lors du retour d'Hemingway en Europe. 
Pendant les deux années suivantes, l'écrivain s'installe en convalescence à La Havane et rédige un texte appelé Le Livre d'Afrique, resté inachevé après le suicide d'Hemingway en juillet 1961. Dans les années 1970, sa femme Mary fait don du texte, avec d'autres manuscrits, à la bibliothèque John F. Kennedy. Au milieu des années 1990, le manuscrit est repris, avec mise en forme d'environ la moitié du document, puis édité par le fils de l'écrivain, Patrick Hemingway, qui conserve pour l'essentiel les passages liés à la fiction et aux pensées de son père.
L'ouvrage présente un Hemingway tourmenté par les conflits conjugaux, l'opposition entre les Européens et la culture africaine, ainsi que la peur de ne pas mener à bien son œuvre d'écrivain. Il offre aussi de saisissants portraits des premières amitiés d'Hemingway, et plusieurs longues réflexions sur l'écriture. La Vérité à la lumière de l’aube apparaît ainsi comme un pendant du récit autobiographique Les Vertes Collines d'Afrique.  